# Herbert Ruland
Herbert Ruland (* 1952 in Düren) ist ein deutscher Buchautor und Historiker.
Ruland studierte in Aachen an der RWTH Betriebswirtschaftslehre, Politologie, Soziologie und Volkswirtschaftslehre. Dort promovierte er zum Dr. phil. Ab 1982 leitete er bis zu seiner Pensionierung die Lehr- und Forschungsabteilung „Regionale Arbeiter-, Sozial- und Zeitgeschichte“ an der Volkshochschule der Ostkantone, einer Bildungseinrichtung der Christlichen Arbeiterbewegung Belgiens. Von 2007 bis 2017 war er Forschungsdozent an der Autonomen Hochschule in der Deutschsprachigen Gemeinschaft und wissenschaftlicher Leiter von GrenzGeschichteDG. Im Mittelpunkt des Forschungsinteresses steht seit Anbeginn die regionale Alltagsgeschichte. Er veröffentlichte viele Texte und Bücher sowie Dokumentarfilme.
Ruland vertritt die Deutschsprachige Gemeinschaft in zahlreichen nationalen und internationalen Gremien zur Erinnerungsarbeit, so z. B. im Interföderalen Belgischen Komitee zur Erinnerung an den Großen Krieg.

## Auszeichnungen
- 2014: Horst-Konejung-Preis der Konejung Stiftung: Kultur
- 2021: Preis des Parlaments der Deutschsprachigen Gemeinschaft Belgiens[2]

## Werk
- Der Erste Weltkrieg und die Menschen im Vierländerland: Leben und Leiden der Bevölkerung vor, während und nach dem Krieg, 2018, ISBN 3867121192
- Grenzkontrolle/Grenscontrole: Aachen, Eupen, Maastricht – Oral Histories, Mitautor, 2008, ISBN 3897961954
- Zum Segen für uns alle: Obrigkeit, Arbeiterinnen und Arbeiter im deutsch-belgischen Grenzland (1871–1914), 1999, ISBN 9054331380